# Phare de Trstenik
Le phare de Trstenik (en croate : Svjetionik Otočić Trstenik) est un phare actif situé sur l'îlot de Trstenik, au sud-est de l'île Cres (municipalité de Cres) dans le Comitat de Primorje-Gorski Kotar en Croatie. Le phare est exploité par la société d'État Plovput .

## Histoire
Le phare, construit en 1873 sur l'îlot de Trstenik, se situe sur le côté sud-est de l'île Cres, au large de Punta Kriza.

## Description
Le phare  est une tour octogonale de 12 m de haut, avec galerie et lanterne, sur le pignon avant d'une maison de gardien de deux étages. Le bâtiment est couleur gris pierre et la lanterne est blanche. Il émet, à une hauteur focale de 26 m, un long éclat blanc et rouge de deux secondes, selon direction, toutes les 10 secondes. Sa portée est de 11 milles nautiques (environ 20 km) pour le feu blanc et 8 milles nautiques (environ 15 km) pour le feu rouge.

Identifiant : ARLHS : CRO-... - Amirauté : E3002 - NGA : 12232 .

## Caractéristiques dufeu maritime
Fréquence : 10 secondes (W-R)
- Lumière : 2 secondes
- Obscurité : 8 secondes

|          |
| Le phare |

### Lien connexe
- Liste des phares de Croatie